# Themata (album)
Themata è il primo album in studio del gruppo musicale australiano Karnivool, pubblicato il 7 febbraio 2005 dalla MGM Distribution.

## Tracce
1. Cote – 5:50
2. Themata – 5:40
3. Shutterspeed – 3:46
4. Fear of the Sky – 5:16
5. Roquefort – 4:38
6. L1fel1ke – 4:40
7. Scarabs – 2:10
8. Sewn and Silent – 4:12
9. Mauseum – 3:54
10. Synops – 4:53
11. Omitted for Clarity – 0:20
12. Change (Part 1) – 3:28

## Formazione
Gruppo
- Jon Stockman – basso
- Drew Goddard – chitarra, batteria, arrangiamento strumenti ad arco (tracce 2 e 8)
- Ian Kenny – voce
- Mark Hosking – chitarra (eccetto traccia 6)

Altri musicisti
- Elise Turner – strumenti ad arco (tracce 2 e 8)
- Eve Silver – strumenti ad arco (tracce 2 e 8), arrangiamento strumenti ad arco (traccia 8)
- Georgina Cameron – strumenti ad arco (tracce 2 e 8)
- Lathika Vithanage – strumenti ad arco (tracce 2 e 8)
- Leigh Miller – arrangiamento strumenti ad arco (traccia 2)
- Novac Bull – cori aggiuntivi (traccia 2)
- Ezekial Ox – fischio e rumorismo (traccia 5)
- Ray Hawking – batteria (traccia 6)
- Paul David-Goddard – voce aggiuntiva (traccia 6)
- Emma Green – voce aggiuntiva (traccia 6)

Produzione
- Karnivool – produzione
- Forrester Savell – produzione, registrazione, ingegneria del suono, missaggio, mastering
- Andrew Goddard – registrazione sonora